# Liste von Rennsteiggrenzsteinen im Abschnitt Saarzipfel–Hohe Heide
Die Liste von Rennsteiggrenzsteinen im Abschnitt Saarzipfel–Hohe Heide enthält Grenzsteine entlang des Rennsteiges, eines historischen Grenzwegs im Thüringer Wald.
Zwischen den Dreiherrensteinen am Saarzipfel bei Siegmundsburg und Hohe Heide bei Goldisthal markierten auf eine Streckenlänge von 7,8 Kilometer ursprünglich 120 Grenzsteine die Grenze zwischen dem Fürstentum Sachsen-Coburg (ab 1680 Sachsen-Hildburghausen und ab 1826 Herzogtum Sachsen-Meiningen) und der Grafschaft Schwarzburg (ab 1599 Grafschaft Schwarzburg-Rudolstadt, ab 1710 Fürstentum Schwarzburg-Rudolstadt). Heute sind noch 99 Steine vorhanden. Als Inschriften tragen die Grenzsteine SHH für Sachsen-Hildburghausen oder HSM für Herzogtum Sachsen-Meiningen sowie SR für Schwarzburg-Rudolstadt oder FSchR für Fürstentum Schwarzburg-Rudolstadt. Auf Schwarzburger Seite befinden sich auf den Steinen aus dem 17. bis 19. Jahrhundert oft Gabeldarstellungen in unterschiedlichen Formen, auf sächsischer Seite der Rautenkranz.
Zusätzlich sind die Grenzsteine mit einer laufenden Nummer versehen sowie oft mit der Jahreszahl ihrer Setzung. Vor allem in den Jahren 1589, 1598 und 1617 wurden sie gesetzt. Im Zuge der Verwaltungsreformen in Sachsen-Meiningen erfolgte 1794 eine größere Neuvermarkung. Eine weitere Neuvermessung wurde 1847 durchgeführt.
| Stein Nr. und Lage                                              | Foto                        | Foto                              |
| --------------------------------------------------------------- | --------------------------- | --------------------------------- |
| Dreiherrenstein Saarzipfel 50° 28′ 26,7″ N, 11° 2′ 22,8″ O      | Sachsen-Hildburghausen      | Schwarzburg-Rudolstadt            |
| 1 50° 28′ 26,5″ N, 11° 2′ 18,1″ O                               | coburgisch                  | schwarzburgisch                   |
| 3 50° 28′ 26,7″ N, 11° 2′ 12,1″ O                               | Sachsen-Hildburghausen      | Schwarzburg-Rudolstadt            |
| 4 50° 28′ 27,4″ N, 11° 2′ 8,9″ O                                | coburgisch                  | schwarzburgisch                   |
| 6 50° 28′ 28,5″ N, 11° 2′ 0,2″ O                                | Sachsen-Hildburghausen      | Schwarzburg-Rudolstadt            |
| 8 50° 28′ 30,8″ N, 11° 1′ 52,9″ O                               | coburgisch                  | schwarzburgisch                   |
| 9 50° 28′ 32,1″ N, 11° 1′ 50″ O                                 | coburgisch                  | schwarzburgisch                   |
| 10 50° 28′ 32,3″ N, 11° 1′ 48″ O                                | Sachsen-Hildburghausen      | Schwarzburg-Rudolstadt            |
| 11 50° 28′ 33,1″ N, 11° 1′ 43,4″ O                              | coburgisch                  | schwarzburgisch                   |
| 12 50° 28′ 33,1″ N, 11° 1′ 40,6″ O                              | Herzogtum Sachsen-Meiningen | Schwarzburg-Rudolstadt            |
| 13 50° 28′ 32,8″ N, 11° 1′ 38,2″ O                              | Herzogtum Sachsen-Meiningen | Schwarzburg-Rudolstadt            |
| 14 50° 28′ 33,3″ N, 11° 1′ 36,1″ O                              | Sachsen-Hildburghausen      | Schwarzburg-Rudolstadt            |
| 15 50° 28′ 34″ N, 11° 1′ 33,1″ O                                | Herzogtum Sachsen-Meiningen | Schwarzburg-Rudolstadt            |
| 17 50° 28′ 34,1″ N, 11° 1′ 26,2″ O                              | coburgisch                  | schwarzburgisch                   |
| 18 50° 28′ 35,2″ N, 11° 1′ 22,2″ O                              | Sachsen-Hildburghausen      | Schwarzburg-Rudolstadt            |
| 19 50° 28′ 35,9″ N, 11° 1′ 20,8″ O                              | coburgisch                  | schwarzburgisch                   |
| 20 50° 28′ 36,9″ N, 11° 1′ 21,7″ O                              | coburgisch                  | schwarzburgisch                   |
| 21 50° 28′ 38,5″ N, 11° 1′ 21″ O                                | coburgisch                  | schwarzburgisch                   |
| 22 50° 28′ 39,6″ N, 11° 1′ 18″ O                                | coburgisch                  | schwarzburgisch                   |
| 23 50° 28′ 40″ N, 11° 1′ 14,9″ O                                | coburgisch                  | schwarzburgisch                   |
| 24 50° 28′ 40,6″ N, 11° 1′ 12,9″ O                              | coburgisch                  | schwarzburgisch                   |
| 25 50° 28′ 43,7″ N, 11° 1′ 9,3″ O                               | Herzogtum Sachsen-Meiningen | Schwarzburg-Rudolstadt            |
| 27 50° 28′ 45,1″ N, 11° 1′ 7,9″ O                               | coburgisch                  | schwarzburgisch                   |
| 29 50° 28′ 45,8″ N, 11° 1′ 5,6″ O                               | coburgisch                  | schwarzburgisch                   |
| 30 50° 28′ 47,2″ N, 11° 1′ 0,7″ O                               | Herzogtum Sachsen-Meiningen | Schwarzburg-Rudolstadt            |
| 31 50° 28′ 48,3″ N, 11° 0′ 56,5″ O                              | coburgisch                  | schwarzburgisch                   |
| 33 50° 28′ 47,8″ N, 11° 0′ 50,8″ O                              | coburgisch                  | schwarzburgisch                   |
| 34 50° 28′ 46,6″ N, 11° 0′ 46,1″ O                              | coburgisch                  | schwarzburgisch                   |
| 35 50° 28′ 44,7″ N, 11° 0′ 41,3″ O                              | coburgisch                  | schwarzburgisch                   |
| 36 50° 28′ 42,9″ N, 11° 0′ 37,5″ O                              | coburgisch                  | schwarzburgisch                   |
| 37 50° 28′ 41,7″ N, 11° 0′ 36″ O                                | coburgisch                  | schwarzburgisch                   |
| 38 50° 28′ 40,9″ N, 11° 0′ 35,1″ O                              | coburgisch                  | schwarzburgisch                   |
| 39 50° 28′ 39,9″ N, 11° 0′ 31,7″ O                              | coburgisch                  | schwarzburgisch                   |
| 42 50° 28′ 38,1″ N, 11° 0′ 27,3″ O                              | coburgisch                  | schwarzburgisch                   |
| 45a 50° 28′ 40,8″ N, 11° 0′ 14,5″ O                             | Sachsen-Hildburghausen      | Schwarzburg-Rudolstadt            |
| 46 50° 28′ 41,5″ N, 11° 0′ 10,5″ O                              | coburgisch                  | schwarzburgisch                   |
| 47 50° 28′ 42,1″ N, 11° 0′ 6,1″ O                               | coburgisch                  | schwarzburgisch                   |
| 47a 50° 28′ 42,5″ N, 11° 0′ 4″ O                                | Sachsen-Hildburghausen      | Schwarzburg-Rudolstadt            |
| 49 50° 28′ 41,9″ N, 10° 59′ 59″ O                               | coburgisch                  | schwarzburgisch                   |
| 50 50° 28′ 40,8″ N, 10° 59′ 55,3″ O                             | Sachsen-Hildburghausen      | Schwarzburg-Rudolstadt            |
| 50a 50° 28′ 40,8″ N, 10° 59′ 53,2″ O                            | Sachsen-Hildburghausen      | Schwarzburg-Rudolstadt            |
| 50b 50° 28′ 40,1″ N, 10° 59′ 51,3″ O                            | Sachsen-Hildburghausen      | Schwarzburg-Rudolstadt            |
| 50c 50° 28′ 38,9″ N, 10° 59′ 48,3″ O                            | Sachsen-Hildburghausen      | Schwarzburg-Rudolstadt            |
| 51 50° 28′ 37,9″ N, 10° 59′ 44,8″ O                             | coburgisch                  | schwarzburgisch                   |
| 52 50° 28′ 37,9″ N, 10° 59′ 40,8″ O                             | coburgisch                  | schwarzburgisch                   |
| 53 50° 28′ 38,8″ N, 10° 59′ 35,5″ O                             | coburgisch                  | schwarzburgisch                   |
| 55 50° 28′ 41,8″ N, 10° 59′ 25,7″ O                             | coburgisch                  | schwarzburgisch                   |
| 55a 50° 28′ 43,1″ N, 10° 59′ 23,6″ O                            | Sachsen-Hildburghausen      | Schwarzburg-Rudolstadt            |
| 56 50° 28′ 44,4″ N, 10° 59′ 21,7″ O                             | coburgisch                  | schwarzburgisch                   |
| 57 50° 28′ 48,2″ N, 10° 59′ 16,6″ O                             | coburgisch                  | schwarzburgisch                   |
| 58 Kieselstein 50° 28′ 49,3″ N, 10° 59′ 16,4″ O                 | coburgisch                  | schwarzburgisch                   |
| 59 50° 28′ 55,2″ N, 10° 59′ 16,6″ O                             | Sachsen-Hildburghausen      | Schwarzburg-Rudolstadt            |
| 59a 50° 28′ 58,9″ N, 10° 59′ 17″ O                              | Sachsen-Hildburghausen      | Schwarzburg-Rudolstadt            |
| 60a 50° 29′ 6,3″ N, 10° 59′ 12,2″ O                             | Sachsen-Hildburghausen      | Schwarzburg-Rudolstadt            |
| 61a 50° 29′ 8,1″ N, 10° 59′ 12,4″ O                             | Herzogtum Sachsen-Meiningen | Schwarzburg-Rudolstadt            |
| 61b 50° 29′ 9,3″ N, 10° 59′ 14,5″ O                             | Sachsen-Hildburghausen      | Schwarzburg-Rudolstadt            |
| 62 50° 29′ 10,8″ N, 10° 59′ 16,1″ O                             | coburgisch                  | schwarzburgisch                   |
| 63 50° 29′ 13,1″ N, 10° 59′ 17,1″ O                             | Sachsen-Hildburghausen      | Schwarzburg-Rudolstadt            |
| 64 50° 29′ 16,3″ N, 10° 59′ 17,8″ O                             | coburgisch                  | schwarzburgisch                   |
| 65 50° 29′ 18,8″ N, 10° 59′ 16,7″ O                             | coburgisch                  | schwarzburgisch                   |
| 66 50° 29′ 22,3″ N, 10° 59′ 13,7″ O                             | coburgisch                  | schwarzburgisch                   |
| 67 50° 29′ 23,1″ N, 10° 59′ 11,5″ O                             | Herzogtum Sachsen-Meiningen | Fürstentum Schwarzburg-Rudolstadt |
| 67b 50° 29′ 24,6″ N, 10° 59′ 11,5″ O                            | Sachsen-Hildburghausen      | Schwarzburg-Rudolstadt            |
| 68 50° 29′ 25,1″ N, 10° 59′ 10,2″ O                             | coburgisch                  | schwarzburgisch                   |
| 69 50° 29′ 28,4″ N, 10° 59′ 11,5″ O                             | coburgisch                  | schwarzburgisch                   |
| 71 50° 29′ 31,1″ N, 10° 59′ 15″ O                               | coburgisch                  | schwarzburgisch                   |
| 72 50° 29′ 32,4″ N, 10° 59′ 16,5″ O                             | Sachsen-Hildburghausen      | Schwarzburg-Rudolstadt            |
| 73 50° 29′ 34,1″ N, 10° 59′ 16,3″ O                             | coburgisch                  | schwarzburgisch                   |
| 74 50° 29′ 35,3″ N, 10° 59′ 15,1″ O                             | Sachsen-Hildburghausen      | Schwarzburg-Rudolstadt            |
| 75 50° 29′ 36,3″ N, 10° 59′ 14,2″ O                             | Herzogtum Sachsen-Meiningen | Schwarzburg-Rudolstadt            |
| 76 50° 29′ 38,6″ N, 10° 59′ 15,9″ O                             | coburgisch                  | schwarzburgisch                   |
| 77 50° 29′ 40,2″ N, 10° 59′ 16,7″ O                             | coburgisch                  | schwarzburgisch                   |
| 78 50° 29′ 41,7″ N, 10° 59′ 17,2″ O                             | coburgisch                  | schwarzburgisch                   |
| 82 50° 29′ 45,9″ N, 10° 59′ 13″ O                               | Sachsen-Hildburghausen      | Schwarzburg-Rudolstadt            |
| 83 50° 29′ 46,3″ N, 10° 59′ 9,7″ O                              | coburgisch                  | schwarzburgisch                   |
| 83a 50° 29′ 47,6″ N, 10° 59′ 7,6″ O                             | Sachsen-Hildburghausen      | Schwarzburg-Rudolstadt            |
| 84 50° 29′ 48,5″ N, 10° 59′ 6,4″ O                              | coburgisch                  | schwarzburgisch                   |
| 85 50° 29′ 48,6″ N, 10° 59′ 3,2″ O                              | coburgisch                  | schwarzburgisch                   |
| 86 50° 29′ 46,7″ N, 10° 58′ 59,5″ O                             | coburgisch                  | schwarzburgisch                   |
| 87 50° 29′ 45,8″ N, 10° 58′ 55,9″ O                             | Sachsen-Hildburghausen      | Schwarzburg-Rudolstadt            |
| 88 50° 29′ 47,1″ N, 10° 58′ 49,5″ O                             | coburgisch                  | schwarzburgisch                   |
| 89 50° 29′ 47,3″ N, 10° 58′ 46,5″ O                             | Sachsen-Hildburghausen      | Schwarzburg-Rudolstadt            |
| 90 50° 29′ 47,6″ N, 10° 58′ 44,3″ O                             | Sachsen-Hildburghausen      | Schwarzburg-Rudolstadt            |
| 91 50° 29′ 48,2″ N, 10° 58′ 41,6″ O                             | coburgisch                  | schwarzburgisch                   |
| 93 50° 29′ 50,3″ N, 10° 58′ 35,2″ O                             | Sachsen-Hildburghausen      | Schwarzburg-Rudolstadt            |
| 94 50° 29′ 53″ N, 10° 58′ 33,8″ O                               | coburgisch                  | schwarzburgisch                   |
| 95 50° 29′ 55,3″ N, 10° 58′ 34,5″ O                             | Sachsen-Hildburghausen      | Schwarzburg-Rudolstadt            |
| 96 50° 29′ 57,6″ N, 10° 58′ 33,2″ O                             | Sachsen-Hildburghausen      | Schwarzburg-Rudolstadt            |
| 97 50° 30′ 0″ N, 10° 58′ 31,6″ O                                | Sachsen-Hildburghausen      | Schwarzburg-Rudolstadt            |
| 98 50° 30′ 0,8″ N, 10° 58′ 31,4″ O                              | coburgisch                  | schwarzburgisch                   |
| 99 50° 30′ 3,5″ N, 10° 58′ 33,1″ O                              | coburgisch                  | schwarzburgisch                   |
| 100 50° 30′ 5,2″ N, 10° 58′ 35,7″ O                             | coburgisch                  | schwarzburgisch                   |
| 101 50° 30′ 7,5″ N, 10° 58′ 37,1″ O                             | coburgisch                  | schwarzburgisch                   |
| 103 Dreiherrenstein Hohe Heide 50° 30′ 11,6″ N, 10° 58′ 38,1″ O | Herzogtum Sachsen-Meiningen | Schwarzburg-Rudolstadt            |